# Barebone Parliament
O Barebone Parliament ou Parlamento de Barebone, também conhecido como o Pequeno Parlamento, a Assembleia Nomeada e o Parlamento dos Santos, surgiu em 4 de julho de 1653 e foi a última tentativa da Commonwealth inglesa de encontrar uma forma política estável antes da instalação de Oliver Cromwell como Lord Protetor. Foi uma assembleia inteiramente nomeada por Oliver Cromwell e pelo Conselho de Oficiais do Exército. Adquiriu o nome de um dos indicados como representante da Cidade de Londres, Praise-God Barebone. O presidente da Câmara foi Francis Rous. O número total de indicados foi de 140, sendo 129 da Inglaterra, cinco da Escócia e seis da Irlanda.
Após conflitos e lutas internas, em 12 de dezembro de 1653, os membros da assembleia votaram pela sua dissolução. Foi precedido pelo Rump Parliament e sucedido pelo Primeiro Parlamento do Protetorado.